# アナトーリイ・プリスターフキン
アナトーリイ・イグナーチエヴィチ・プリスターフキン（ロシア語: Анато́лий Игна́тьевич Приста́вкин、1931年10月17日 - 2008年7月11日）は、ソビエト連邦、ロシアの作家。
モスクワ郊外のリュベルツィに生まれたが、大工の父は大祖国戦争に出征したまま帰らず、母も開戦直後に結核で病死したため、孤児となったプリスターフキンはしばらく路上で生活した。1944年に他の孤児たちとともに北カフカースのチェチェンへと送られて、12歳で職業訓練所へ入り、14歳でアシノフスカヤの缶詰工場に就職した。15歳になると航空機工場の無線研究室に務め、1952年にはモスクワ航空技術学校を卒業して、電気技士、無線技士になった。
兵役を終えた後、1954年にマクシム・ゴーリキー文学院へ入学し、1959年に卒業。この間の1958年に最初の短編を発表して作家としてデビューを果たした。1961年、ソ連作家同盟へ加入した。また、1960年代前半にはリテラトゥールナヤ・ガゼータ紙特派員としてブラーツク水力発電所の建設現場へ赴き、コンクリート打設の作業員として働いた。1960年代後半、雑誌モロダーヤ・グヴァールジヤの編集局員となる。
プリスターフキンは、1987年に小説『コーカサスの金色の雲』を発表したことで広く名を知られるようになった。原題をミハイル・レールモントフの詩から取ったこの小説は、大祖国戦争中にチェチェンへ送られた孤児のふたごを主人公としており、利敵行為を理由として1944年に行われたチェチェン人の強制移住が描写されている。1981年にはすでに完成していたが、グラスノスチが始まるまで発表できなかった。翌1988年、この作品によりソビエト連邦国家賞を受賞した。
死刑廃止論者だったプリスターフキンは、1992年からロシア連邦大統領直属の恩赦委員会で委員長を務めた。この委員会は2001年にウラジーミル・プーチンにより廃止された。2008年7月11日、膵炎のためモスクワで病死。

## 著作
- Ночевала тучка золотая 1987
  - 『コーカサスの金色の雲』三浦みどり訳、群像社、1995年。

## 参考資料
- Martin, Douglas (2008年). “Anatoly I. Pristavkin, 76, Russian Writer, Is Dead”.  The New York Times. 2019年4月25日閲覧。
- Porter, Robert (2008年). “Anatolii Pristavkin: Muted Soviet novelist who blossomed into a champion of liberalism”.  The Guardian. 2019年4月25日閲覧。
- “Биография Анатолия Приставкина”.   РИА Новости (2016年). 2019年4月25日閲覧。